# ザ・パスト・アンド・ナウ
パスト・アンド・ナウ (The Past and Now)はフィンランドのメロディックパワーメタルバンド、ストラトヴァリウスのコンピレーションアルバムである。

## 概要
日本のみでプロモーションのためにリリースされたアルバムであり、ファーストアルバムの『ドリームスペース』から『ヴィジョンズ』までのアルバムで構成されている。ちなみに5曲目の"Fire Dance Suite"はストラトヴァリウスの楽曲ではなく、ティモ・トルキのファーストソロアルバム『Classical Variations and Themes』に収録されている楽曲である。

## 収録曲
1. "The Hands of Time" – 5:36
2. "Future Shock" – 4:34
3. "Twilight Time" – 5:51
4. "Chasing Shadows" – 4:35
5. "Dreamspace" – 5:58
6. "Fire Dance Suite" – 4:58
7. "Against the Wind" – 3:49
8. "Twilight Symphony" – 7:00
9. "Will the Sun Rise?" – 5:07
10. "Forever" – 3:08
11. "Black Diamond" – 5:45
12. "The Kiss of Judas" – 5:56